# Yauad Nader
Yauad Jorge Nader (en árabe: جواد بن جرجس نادر‎ Jawad bin Girgis Nader; Barchín, Hama, Siria Otomana; 25 de mayo de 1909 - Buenos Aires, Argentina; 1985) fue un poeta, periodista y traductor sirio-argentino, destacado por haber traducido el Martín Fierro de José Hernández por primera vez al árabe en 1956; tras 7 años de labor y consiguiendo musicalidad y rima. 
Fue editor en jefe del Diario Sirio-libanés, fundador y director de la revista Nueva Vida, miembro fundador de Al-Rábita Al-Adabía y conductor del programa radial Siria Inmortal. Como escritor, produjo tanto poesía como prosa además de traducciones y artículos periodísticos. También destacó por su habilidad discursiva y por su apología de la causa palestina.

## Biografía

### Primeros años y actividad como periodista
Nació en la localidad ortodoxa rum de Barchín en la campiña de Homs el 25 de mayo de 1909. A temprana edad, se trasladó a estudiar a la Universidad Libanesa Americana en Trípoli; antes de emigrar a Argentina en 1928, donde ya se encontraban algunos de sus hermanos y donde pudo dominar rápidamente el castellano, según él mismo, por su conocimiento previo del francés. Tras llegar al país, trabajó como traductor para los diarios Assalam y Sirio-libanés. Para Assalam, también trabajaría como redactor y en cuanto al Diario Sirio-libanés llegaría a ser editor en jefe de la edición en árabe del mismo.
En los años 40, inició con la transmisión del programa radial Siria Inmortal por LR10 Radio Libertad.
Durante el bienio 1946-47, hizo infructuosamente campaña entre los sefardíes argentinos -en su mayoría oriundos de Siria- para que contribuyeran económicamente contra el sionismo; para entonces más bien percibido como un movimiento secular askenazi y como una amenaza hacia su propia seguridad en los países con mayoría islámica.

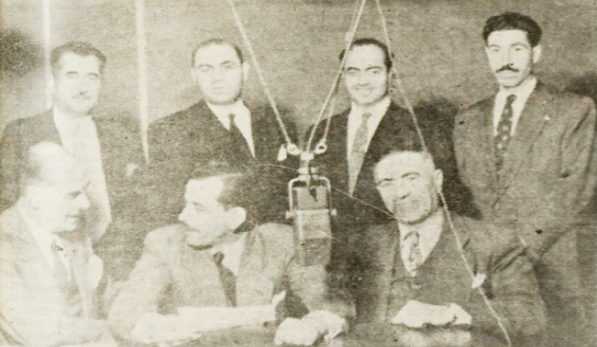
Nader (centro, segunda fila) con los equipos periodísticos de La Voz Árabe y de Mundo Árabe (Santiago, 1949).

En 1949, viajó a Chile por un mes con el fin de recabar información para su libro La batalla de Palestina en el extranjero; sirviéndose de la numerosa comunidad de palestinos emigrados en ese país, por la que fue muy bien recibido y agasajado. Durante el mismo, participó de la inauguración del programa radial Mundo Árabe, asociado al diario homónimo y emitido por radio El Mercurio con alcance hasta Argentina, Bolivia y Perú.
De 1950 a 1955, trabajó como traductor para la embajada de Siria en Argentina. También en calidad de traductor, trabajó para la embajada de Libia.

### La Asociación Hosnense
En 1951, fundó junto a otros cristianos ortodoxos en su mayoría originarios de Hosn la Asociación Hosnense, que se coordinó con otras asociaciones de la misma índole de Estados Unidos, Brasil y Trinidad y Tobago, en un principio, con el propósito de edificar un hospital en el Valle de los Cristianos. Las reuniones de la misma eran en el anexo de la Catedral Ortodoxa de San Jorge en Buenos Aires. La Asociación terminaría co-financiando, además del hospital, un puente sobre el río Rawil en 1960, la reapertura del Colegio San Jorge en 1962 y una donación de medicamentos tras la Guerra de los Seis Días en 1967. Por otro lado, participó en 1964 de la creación de la Federación de Entidades Argentino-Árabes, en nombre de la que tuvo actividad a favor de la causa palestina en la arena pública.

### Nueva Vida
En 1961 fundó la revista Nueva Vida (en árabe: الحياة الجديدة‎ Al-Hayat Al-Jadida), de temática cultural, social y política. Se publicó hasta al menos febrero de 1971 y contó con colaboradores como Nacip Estofán.
En diciembre de 1964 publicó en su revista un artículo titulado Bienvenido a Nuestra Tierra, en ocasión de la visita de Pablo VI a Tierra Santa; en el que tomó la figura de Jesús señalando que nació para «irradiar la luz, enseñar sabiduría, predicar el amor, la tolerancia, el desprendimiento y el perdón, por una paz perenne entre los hombres, sin odio, sin egoísmo ni traición,» con alusinones a la situación de Tierra Santa a la sazón.

### Actividad en el PSNS
Formó parte del Partido Social Nacionalista Sirio, fundado por el libanés exiliado en Argentina y en Brasil Antún Saadeh con fundamentos en la unidad del país de Sham, en el laicismo y en el corporativismo económico; además de fuertemente opuesto a los mandatos franceses e ingleses sobre la Siria histórica. Este último sería ejecutado en Beirut en 1949 y el partido fuertemente reprimido tras ello. El ideario del PSNS contó con al menos dos medios de difusión en Argentina: el Diario de la Liga Nacional Siria, en circulación desde 1929 a 1934 tanto fundado por Jalil Saadeh, padre de Antún; y El Ciclón, en circulación desde 1939 hasta 1947 tanto fundado por el propio Antún. Nader haría en el prólogo de su traducción del Martín Fierro un paralelismo entre Saadeh y José Hernández, al afirmar: 

Tantas son las similitudes entre el autor de esta historia, el poeta y pensador nacional José Hernández, y el líder Antún Saadeh.  Hernández  señaló  con  valentía  las  enfermedades  y  los efectos psicológicos que obstaculizan el camino de la nación.  En  su  tiempo,  advirtió  también,  y  con  toda  exactitud,  de las catástrofes que azotarían a la nación y que proveerían gobernantes arbitrarios y el mal gobierno de sus políticos. De igual manera, el maestro Antún Saadeh siempre indicó, con esa  misma  y  rara  sinceridad,  mente  ilustrada  y  pensamiento  hondo y profundo, las enfermedades que le esposan las piernas  a  la  nación  y  tropiezan  su  camino  hacia  el  progreso,  la  excelencia y la gloria.

### Traducción delMartín Fierro
Su traducción de El Gaucho Martín Fierro y de La vuelta de Martín Fierro fue finalizada en 1955 y publicada en 1956, con una introducción del orientalista Osvaldo Machado y prólogo del propio Nader, por la Asociación Cultural Siria; institución fundada por Antún Saadeh en Buenos Aires en 1932. Esa primera edición -de tirada total desconocida- también incluyó un anexo en castellano titulado Analogías entre el ‘gaucho’ y el ‘beduino’ de Julio Chaij -entonces presidente de la Asociación Cultural Siria- y una breve reseña biográfica en árabe de José Hernández. La traducción fue hecha al árabe estándar moderno -y no al árabe dialectal levantino- según las normas del Nahda, movimiento literario «del renacer» de fines del siglo XIX y comienzos del XX. Por otro lado, no es menor que salió a la luz justo tras el gobierno de Juan Domingo Perón, durante el cual se realzó propagandísticamente la figura del gaucho en general y la del personaje Martín Fierro en partícular como símbolos de la nación argentina en sí misma.
En la introducción, Machado destaca el «brillante esfuerzo y valioso servicio para ambas literaturas -la argentina y la árabe- efectuados con la traducción de la vida de un héroe argentino» y compara al mismo Martín Fierro con el poeta y caballero Antara ibn Shaddad (525-608), cuya poesía formaba parte de los preislámicos Muallaqat colgados en las paredes de la Kaaba. Además, valora el esmero de Nader en lograr una versificación adecuada, con una métrica cercana a la original en español.
En el prólogo, Nader explica sus motivaciones para la traducción y la metodología de la misma. Sobre sus motivaciones, relaciona los males padecidos por Martín Fierro con los padecidos por los habitantes de Siria a la sazón, como ser el feudalismo, el sectarismo, la arbitrariedad en la justicia y la deshumanización. Además, rememora los festejos del día de la Tradición de 1943 como el inicio de su interés por traducir la obra, para lo que se inmiscuyó profundamente en la cultura gauchesca. Comenzó formalmente con la traducción cinco años después, durante la cual tuvo que hacerle frente a regionalismos y modismos sin equivalentes en árabe estándar moderno (como «asado con cuero» o «boleadora»). Fuera del prólogo, afirmó que era «un lector incorregible» de Hernández y que también se sintió inspirado por la similitud entre el gaucho y el beduino. Sobre la metodología, afirma que primero se propuso seguir las normas de la poesía árabe clásica al utilizar el metro largo Tawil fragmentado. Sin embargo, ante la dificultad de la adaptación y de la «pérdida de vitalidad del poema original», se propuso en segundo lugar servirse de otras métricas propias de Siria para finalmente optar por el verso libre, pero respetando la métrica original y haciendo versos rimados dentro de lo posible. Al respecto de este proceso, cuenta en el prólogo:

Pero cada vez que revisaba el resultado, me veía alejado de José Hernández; es decir, entre más profundizaba en la traducción, más crecía la brecha que me separaba del autor. (...) Tras pensarlo mejor, decidí quedarme con el verso libre. Este método, creí, me permitiría conservar la estructura de las estrofas según el texto original, es decir, mantener el número de versos y la métrica occidental en la medida de lo posible. Así fue, y seguí trabajando hasta concluir la traducción en el año 1955.

Finaliza el prólogo al explicar la dificultad de traducir desde las lenguas romances al árabe y la acentuación de esta dificultad para el caso de la poesía. Lo cierra con lo siguiente: 

Intenté emplear los esquemas de rima que aparecen en el original para así conservar el ritmo poético. Sin embargo, debo decir que mi traducción no es perfecta, y espero que mi esfuerzo resulte provechoso.

#### Repercusiones
A mediados de 1956, el diario Crítica publicó una nota laudatoria de la traducción previo a su publicación. En la misma, se lo cita a Nader afirmando que Hernández igualmente hubiera escrito el Martín Fierro de haber nacido en Arabia por las similitudes entre el gaucho y el beduino y que en el proceso de traducción buscó activamente ser traduttore en lugar de tradittore. Además, cuenta que fragmentos de la traducción ya se habían publicado en diarios de Damasco y Beirut.
En mayo de 1980, el periódico Generación de la Revolución de Damasco publicó un artículo de Jawdat Ibrahim sobre la traducción en el que compara al protagonista con el poeta preislámico Arwah ibn al-Ward (540–607), además de con Antara ibn Shaddad como hace Machado en el prólogo.
En 1983 se constituyó el Círculo de Traductores del Martín Fierro en Buenos Aires. Su presidente fue Alberto Gómez Farías, su traductor al chino, y su secretario Bernaldo Souto, que lo había traducido al gallego. Otros de sus miembros, según el idioma al que lo tradujeron, fueron, además de Nader: Serafín Grecco -al calabrés-, Enric Martí Muntaner -al catalán-, Stanislav E. Jancarik -al eslovaco-, Tine Debeljak -al esloveno-, Jorge C. Primbas -al griego-, Ladislao Szabó -al húngaro-, Enrik Magkiewicz -al polaco-, Pero Tutavac -al serbo-croata-, Txomin Takakortexarena -al vasco- y Kehos Kriger -al yidis-.

#### Traducciones de otros autores
En 2004, el druso libanés emigrado a Argentina Rachid Chehayeb publicó en Buenos Aires una segunda traducción del Martín Fierro, con la particularidad de que fue realizada al árabe levantino y no al estándar, bajo el formato de záyal propio de la poesía popular levantina.
En 2007, el Martín Fierro fue seleccionado para su traducción en el Proyecto Nacional de Traducción del Consejo Superior de Cultura de Egipto, junto a otros más de 3000 títulos. Najah Hikmat Rizq fue el responsable de la tarea y la presentó en la Feria del Libro de El Cairo de 2008.
En 2015, la Liga Árabe y la embajada de Argentina en Egipto publicaron en conjunto la primera parte del Martín Fierro, traducida por la hispanista egipcia Abeer Abdel Hafez.
En 2016, la editorial Safsafa de El Cairo publicó otra traducción realizada por el egipcio Abd al-Salam Basha, que empleó, al igual que Nader, estrofas de seis versos de longitud variable con algunos versos rimados y otros libres.